# Riwat
Riwat è un sito del Paleolitico inferiore nel Punjab (Pakistan), nord Pakistan, ove sono stati ritrovati resti del genere Homo.
Questi resti sono tra i più antichi ritrovamentidi ominidi all'infuori dell'Africa e datano 1.900.000 anni. Questo sito fu scoperto nel 1983.